# Carl Friedrich Zöllner
Pour les articles homonymes, voir Zöllner.
Carl Friedrich Zöllner (17 mai 1800 à Mittelhausen dans la commune d'Allstedt - 25 septembre 1860 à Leipzig)  est un compositeur et un chef de chœur allemand.

## Biographie
Carl Friedrich Zöllner était le troisième de cinq enfants du maître d'école Johann Andreas Zöllner. Après le décès prématuré de son père (1809), il a fréquenté les collèges d'Eisleben et d'Eisenach. À partir de 1814, il a reçu sa formation à la Thomasschule de Leipzig. En 1819, il a commencé à étudier la théologie, étude qu'il a arrêtée en 1822, car en 1820, il a obtenu un poste de professeur de chant à l'école municipale de Leipzig. En 1822, il a également intégré un institut de musique privé, où il était chargé du chant choral. En 1833, il a fondé à Leipzig une société chorale masculine, la Zöllner-Verein, qui a fait des émules et a suscité la création de nombreux autres chœurs d'hommes. Après son décès, ces chorales ont fusionné dans une seule société, la Zöllnerbund, qui est restée en activité jusqu'en 1945.
En 1840, il est devenu professeur de chant à la Thomasschule.
Son fils est le compositeur Heinrich Zöllner.
Un monument en son honneur a été érigé dans le Rosental parc de Leipzig en 1868.

## Œuvres
Il a écrit des variations pour l'orgue sur le God Save the Queen ainsi que des chœurs d'hommes, des chœurs mixtes, des lieder. On chante encore aujourd'hui Das Lied vom Rheinwein. Il a mis en musique un poème de Wilhelm Müller, Wanderschaft qui fait également partie du cycle Die schöne Müllerin de Franz Schubert.